# Amolops kaulbacki
Espèce
Synonymes
- Rana kaulbacki Smith, 1940

Statut de conservation UICN

 DD  : Données insuffisantes
Amolops kaulbacki est une espèce d'amphibiens de la famille des Ranidae.

## Répartition
Cette espèce se rencontre :
- dans le nord-est de l'Inde dans l’État du Mizoram ;
- dans le nord de la Birmanie.

## Étymologie
Cette espèce est nommée en l'honneur de Ronald John Henry Kaulback (1909–1995).

## Publication originale
- Smith, 1940 : The Amphibians and Reptiles obtained by Mr. Ronald Kaulback in Upper Burma. Records of the Indian Museum, vol. 42, p. 465-486 (texte intégral).